# Francesco Barberi
Francesco Barberi (Roma, 28 giugno 1905 – Roma, 16 febbraio 1988) è stato un bibliotecario italiano.

## Biografia
Francesco Barberi si è laureato in Lettere, nel 1929, all'Università di Roma "La Sapienza" e ha conseguito il diploma in Paleografia e Diplomatica. È stato docente di Tecnica di catalogazione e di Bibliologia, presso la Scuola speciale per archivisti e bibliotecari dell'Università "La Sapienza", dal 1952 al 1975.

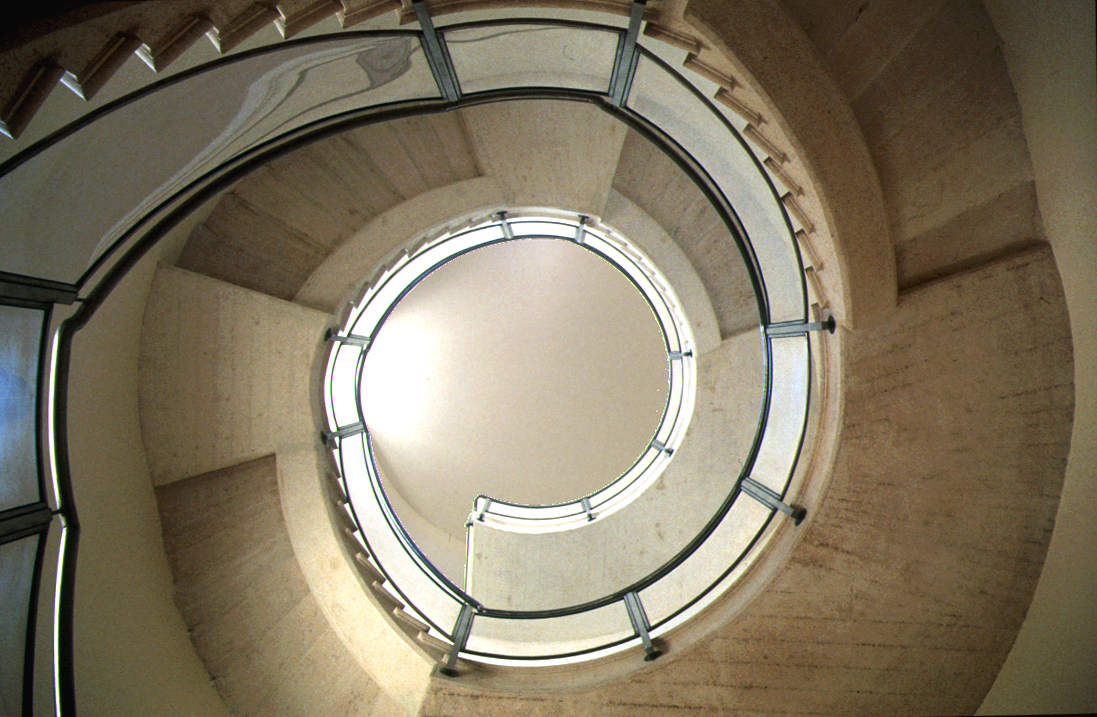
Biblioteca Nazionale Sagarriga Visconti Volpi, la scala a chiocciola

È stato assunto nel 1933 alla Biblioteca nazionale centrale di Firenze come bibliotecario e dal 1935 al 1943 gli è stato affidato l'incarico di soprintendente alle biblioteche della Puglia e della Lucania. Questa soprintendenza aveva come sede la Biblioteca Sagarriga Visconti Volpi di Bari. Nel 1944 è passato a dirigere la Biblioteca Angelica di Roma, incarico che ha tenuto fino al 1952, quando è stato nominato direttore dell'Ispettorato superiore delle biblioteche, presso il Ministero della Pubblica Istruzione. Da luglio 1970 è stato messo a riposo, per aver raggiunto i limiti di età.
Socio dell'AIB (Associazione Italiana Biblioteche) dal 1934, ne è divenuto segretario dal 1951 al 1957. È stato direttore del «Bollettino d'informazioni» dell'AIB, dal 1961 al 1967 e dal 1971 al 1973. Ha dedicato gli ultimi anni alla scrittura di testi di storia del libro e delle biblioteche.
Un convegno per studiare le sue carte, depositate all'AIB, e per ripercorrere le stagioni della sua opera di studioso, di dirigente e di bibliotecario, si è tenuto a Roma nel 2006, alla Biblioteca Angelica e all'Accademia Nazionale di San Luca. In particolare, al convegno sono stati illustrati aspetti quali l'ideazione e la nascita della biblioteca pubblica a Roma e la genesi delle regole nazionali di catalogazione degli stampati.

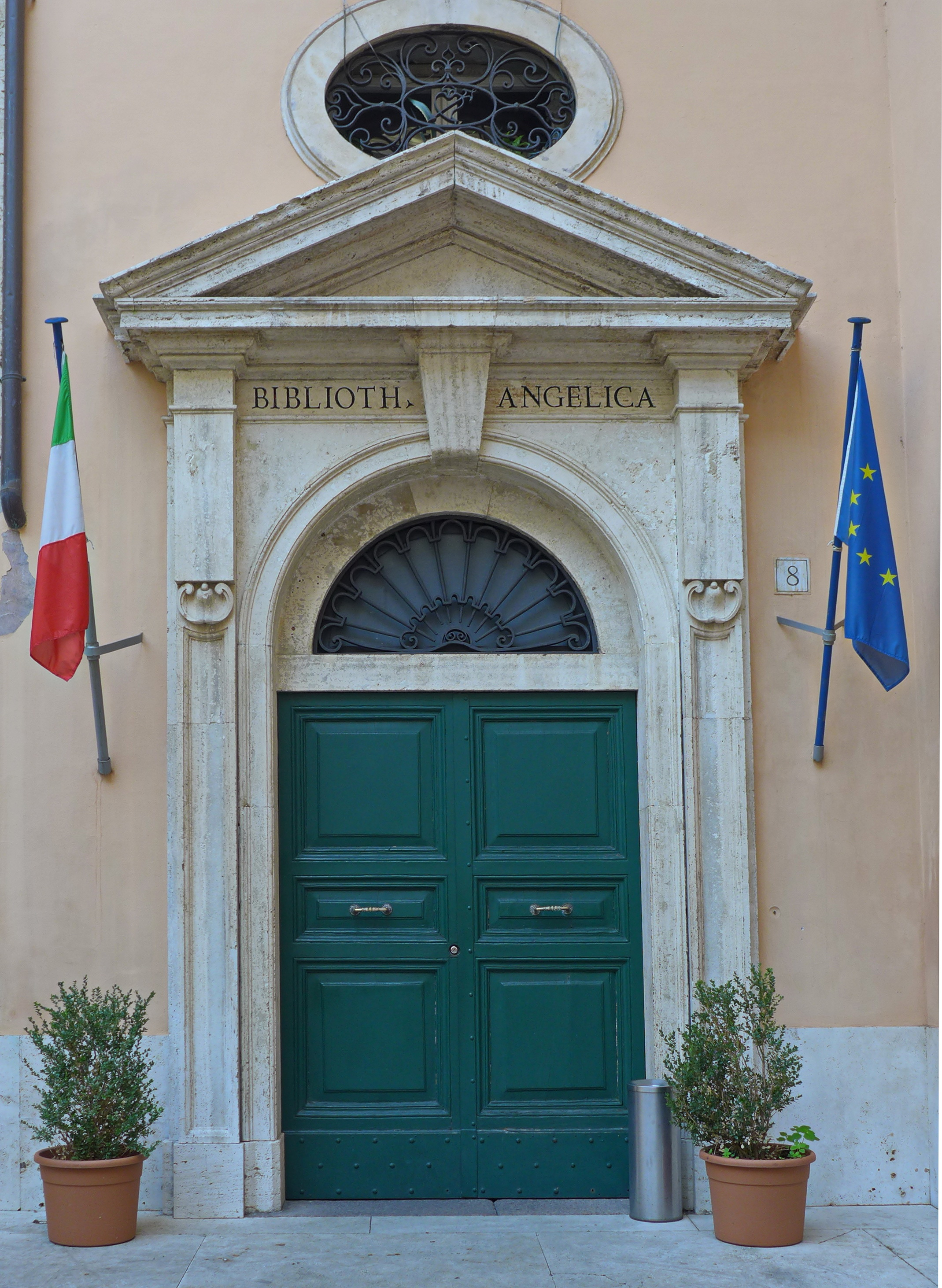
Biblioteca Angelica

### Scritti scelti
- Francesco Barberi, Il libro a stampa: editoria, tipografia, illustrazione, Roma, Curcio, 1965, SBN RAV0205112.
- Francesco Barberi, Biblioteche in Italia: saggi e conversazioni, Firenze, Giunta regionale Toscana: La nuova Italia, 1981, SBN RAV0004140.
- Francesco Barberi, L'antiporta nei libri italiani del Seicento, Roma, Palombi, 1982, SBN RML0033051.
- Francesco Barberi, Paolo Manuzio e la stamperia del popolo romano (1561-1570): con documenti inediti, Roma, Gela reprint's, 1985, SBN RAV0003183.
- Francesco Barberi, Profilo storico del libro, Roma, Gela Reprint's, 1985, SBN RAV0003185.
- Francesco Barberi, Schede di un bibliotecario (1933-1975), Roma, Associazione italiana biblioteche, 1984, SBN CFI0068495.